# تغوط دموي
التغوط الدموي أو المُدَمَّى هو نزول الدم الأحمر من فتحة الشرج.والذي يصاحب البراز في أغلب الأحيان.
 
التغوط المُدَمَّى في الغالب هو أحد أعراض إصابة الجزء السفلي من القناة الهضميه.
لكنه أيضاً يمكن أن يصاحب النزيف السريع للجزء العلوي من القناة الهضمية.
وهو يختلف عن نزيف المستقيم، بحيث أنه، في نزيف المستقيم يكون هناك نزيف للدم من خلال فتحه الشرج ولكنه لا يخرج مع البراز، بعكس التغوط المُدَمَّى والذي يصاحب البراز غالباً.

## الأسباب
عند البالغين عادةً ما يكون سبب التغوط المدمي هو البواسير، أو دَاءُ الرُّتُوْج والتي غالباً ما تكون أمراض ليست بالخطره، ولكنه أيضاً ربما يكون نتيجة سرطان القولون والمستقيم والذي يكون خطير جداً.
في حالات حديثي الولادة، غالباً ما يكون التغوط المدمي نتيجة بلع دم الأم أثناء عملية الولاده، أو يكون عرض اولى للألتهاب المعوي القولوني الناخر –وهو أحد الأمراض الخطيره التي تصيب الأطفال.
عند المراهقين والشباب، التهابات الأمعاء وبخاصة التهاب القولون التقرحي هو أحد الأسباب الخطيره للتغوط المدمي والتي يجب اخذها في الإعتبار.
يمكن ان يسبب نزيف الجزء العلوي من الجهازالهضمي تغوطاً مدمياً على غير العادة –عاده ما يسبب تغوط أسود بسبب تأثر الدم بالأنزيمات والأحماض-، إلا أن التغوط المدمي في هذه الحالة يعتبر نذير سوء، اذ أن سببه غالباً ما يكون نزيف خطير ومهدد للحياه.
أكل البنجر ربما يسبب حاله من اللبس مع التغوط المدمي، اذ ينتج عنه براز أحمر دموي بسبب الأيض الغير كامل للجزيئات الحمراء المكونه له.
في حالة الأطفال فإن اختبار الأية بي تي (Apt test) يستخدم في التفرقة بين دم الأم ودم الطفل عند وجود تغوط دموي.

## أمراض أخرى مسببه
- أورام المستقيم والقولون [3][4][5][6][7]
- داء كرون [8]
- التهابات الأمعاء [9]
- التهاب القولون التقرحي
- سرطان المعدة
- قرحة المعدة
- الاصابة بالسالمونيلا
- دَاءُ الرُّتُوْج
- التمارين الشاقة، والتي تستهلك الكثير من المجهود خاصة في الجو الحار.

## أنظر أيضا
- دوالي معوية